# Vigna vignoides
Vigna vignoides är en ärtväxtart som först beskrevs av Henry Hurd Rusby, och fick sitt nu gällande namn av Marechal och Al.. Vigna vignoides ingår i släktet vignabönor, och familjen ärtväxter. Inga underarter finns listade i Catalogue of Life.